# Divizia 1 Infanterie (1918-1920)
Divizia 1 Infanterie a fost o mare unitate de artilerie, de nivel tactic, din Armata României, care a participat la acțiunile militare postbelice, din perioada 1918-1920 fiind formată din Escadronul Diviziei, Brigada I Infanterie, Regimentul 17 Infanterie, Regimentul 18 Infanterie, Brigada 2 Infanterie, Regimentul 1 Infanterie, Regimentul 31 Infanterie, Brigada 4 Artilerie, Regimentul 1 Artilerie și Regimentul 5 Obuziere. A fost comandată de generalul Obogeanu. A făcut parte din Grupul de Manevră comandat de generalul Traian Moșoiu.

## Compunerea de luptă
În perioada campaniei din 1919, brigada a avut următoarea compunere de luptă.
- Escadronul Diviziei- comandant căpitan Pavelescu V.

- Brigada 1 Infanterie- comandant colonel Neicu P.
  - Batalion !- maiorul Marinescu Șt.
  - Batalionul II- maiorul Strebăianu A.
  - Batalionul III- maiorul Tapu Al.
- Regimentul 18 Infanterie- comandant locotenent-colonel Stănescu V.
  - Batalionul I- maiorul Haralambescu D.
  - Batalionul II- maiorul Zamfir Petru
  - Batalionul III- maiorul Nistor Amilcar
- Brigada 2 Infanterie- comandant Tomoroveanu V.
  - Regimentul 1 Infanterie- locotenent-colonel Mareș Petre
    - Batalionul I- maiorul Budeanu I.
    - Batalionul II- maiorul Petrescu Th.
    - Batalionul III- maiorul Gherman Ulise

  - Regimentul 31 Infanterie- locotentent-colonel Grindinescu I.
    - Batalionul I- maiorul Urziveanu P.
    - Batalionul II- maiorul Isăcescu I.
    - Batalionul III- maiorul Constantinescul
- Brigada 1 Artilerie- comandant colonel Pașalega D.
  - Regimentul 1 Artilerie- colonel Popescu N.
  - Regimentul 5 Obuziere- colonel Petroianu Scarlat